# 竹岡村
竹岡村（たけおかむら）は、かつて千葉県天羽郡（のちに君津郡）に存在した村。
1889年（明治22年）町村制施行にともない発足し、昭和の大合併で消滅した。
現在の富津市南部、天羽地区の一部にあたる。

## 地理
2018年現在の地名で、竹岡、萩生（はぎう）にあたる。

## 歴史

### 前近代
竹岡（町村制施行以前の竹ヶ岡村）は、古くは造海（つくるうみ、つくろうみ）という地名であった。この地名は、漁業に関連する「造網」という語から来ているという。
15世紀後半、当地を治めていた真里谷氏（上総武田氏）は、東京湾に臨む標高約100mの山の上に、造海城を築いた。伝説によれば、安房国の戦国大名里見氏が造海城を攻めたとき、守将真里谷信隆が優れた和歌を「百首」詠めたら開城しようと申し出たところ、里見側の大将が和歌を百首分送り返したため、信隆は言葉通りに開城したという。これを記念して「百首城」と城の名を改めたといい、城下の港や村も百首の名で呼ばれた。天正18年（1590年）、豊臣秀吉によって里見家は安房国以外の領国を没収され、造海城（百首城）は廃城となった。江戸時代初期の1633年には、加増を受けて1万石余の大名になった松平重則が百首村に陣屋を構えて百首藩が成立したが、移封によって短命に終わっている。
江戸時代後期の文化7年（1810年）、異国船の出没を受けた幕府は、白河藩主松平定信（元老中）に房総の海岸防備を命じた。定信は、百首村（現在の富津市立竹岡小学校周辺）に陣屋を設けて「竹ヶ岡陣屋」と称し、また戦国時代の百首城址のある山上と山麓（2か所）に「竹ヶ岡台場」を築いた（同時に安房国波左間（館山市）に設けた陣屋を「松ヶ岡陣屋」、安房国白子（南房総市千倉町）に設けた陣屋を「梅ヶ岡陣屋」と命名している）。文化9年（1812年）5月に、定信は百首村の名を竹ヶ岡村に改めた。なお定信は、老中在職中にも東京湾岸の巡視を行うなど海防に熱心に取り組んだ人物で、竹ヶ岡の陣屋・台場建設の現場にも訪れた。薬王寺にある竹岡のオハツキイチョウは、定信が手ずから植えたものと伝えられる。

### 近現代

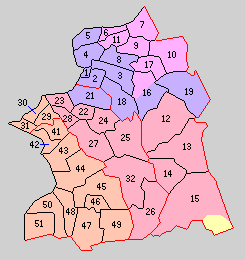
君津郡域の町村制施行時の町村
（※君津郡は1897年成立）
【天羽郡】41.吉野村 42.大貫村 43.佐貫町 44.湊町 45.環村 46.関村 47.駒山村 48.天神山村 49.豊岡村 50.竹岡村 51.金谷村
現在の行政区画
橙：富津市

1889年（明治22年）の町村制施行に際し、竹ヶ岡村、萩生村が合併して竹岡村が発足した。
1916年（大正5年）に省線木更津線（現在の内房線）の上総湊駅 - 浜金谷駅間が開通し、鉄道が村内を通過することになったが、当初駅は設置されていなかった。1926年（大正15年）6月16日、萩生に竹岡駅が仮停車場として開業した（1930年（昭和5年）に駅に昇格）。
1928年（昭和3年）11月30日、「竹岡のヒカリモ発生地」（萩生）が国指定天然記念物に指定された。
1955年（昭和30年）、昭和の大合併により湊町、金谷村、天神山村と合併して、新設された天羽町の一部となった。天羽町はその後、1971年（昭和46年）に富津市の一部となった。
1986年（昭和61年）4月、富津市竹岡コミュニティセンターが完成した（2018年現在、市内に5か所あるコミュニティーセンターのひとつ）。

### 行政区画・自治体沿革
- 1889年（明治22年）4月1日 - 町村制施行により、竹ヶ岡村、萩生村が合併し、天羽郡竹岡村が発足。
- 1897年（明治30年）4月1日 - 天羽郡が統合されて君津郡となる。
- 1955年（昭和30年）3月31日 - 湊町、金谷村、天神山村と合併して天羽町を新設。同日竹岡村廃止。
- 1971年（昭和46年）
  - 4月25日 - 天羽町が富津町、大佐和町と合併し、改めて富津町を新設。
  - 9月1日 - 富津町が市制施行し、富津市となる。

## 交通

### 鉄道
- 国鉄（現JR東日本）
  - 房総西線：竹岡駅

### 道路
- 房総街道（現国道127号）